# シックス・コンチネンツホテルズグループ
シックス・コンチネンツホテルズグループ (Six Continents plc.) は、複数の出自が異なるホテルブランドの集合体であり、現在はインターコンチネンタルホテルズグループ(旧：バス・ホテルズ＞シックス・コンチネンツホテルズグループ)が統括している。

## 歴史
統括母体である旧バス・ホテルズは、1877年にイギリスの Burton-on-Trentにて、William Bassが自分の名前を付けて設立したビール醸造所併設型パブが前身である。その後、業績が拡大し、それに伴って自ら醸造したビールの直販を手がけるパブの設置数も増大したため、大手ビールメーカー兼パブオーナーとしての地位を確保した。
しかし、1989年に政府主導によって、酒造業界の垂直統合を解体しようとする動きが盛んになり、パブの設置が難しくなった。その為、更なる業績拡大策として、1987年より細々と手がけていたホテルチェーンへの参入を決意。パブの削減を伴いながら、1990年にHoliday-Inn、1994年にCrown-Plazaチェーンを買収して急激にホテルチェーンとしての地歩を拡大。(この間もカールスバーグ社との合弁会社を手がけようとするなど、酒造業界での生き残り策を計ってはいるが、市場の寡占化を恐れる英政府の介入などで殆ど頓挫している。)
そして、1998年に InterContinentalグループ（当時は、シックス・コンチネンツホテルグループ）を買収し、世界最大のホテルチェーンとしての地位を固める。それ以降も、2000年にSouthern Pacific Hotels Corporationの買収など、積極的な拡大策に動いている。
酒造業界での地歩の拡大は望めないといえども、酒造分野は未だに2001年においてバスホテルズは988カ所のパブを持ち、6億ポンド以上の売上を誇っていたが、2002年10月に飲料部門を分離完了し、以降はホテル部門の経営・統括に専念する事となった。そして、2003年4月に、社名をシックス・コンチネンツホテルズグループから、 現社名（InterContinental Hotels Group PLC）へと変更した。
ホテル事業の詳細は「インターコンチネンタルホテルズグループ」を参照。